# 뮌헨 비행기 참사
뮌헨 비행기 참사(Munich air disaster)는 1958년 2월 6일, 서독 뮌헨의 뮌헨-리엠 공항을 출발해 맨체스터 공항에 도착 예정이던 영국유럽항공 609편이 이륙 중 조종사 과실로 리엠 공항에서18 km 떨어진 거리에 추락한 항공 사고이다. 비행기 안에는 그 당시 '버즈비 세대'라고 불리는 맨체스터 유나이티드의 선수들과 서포터 및 기자 몇 명이 타고 있었다. 승무원과 승객을 포함한 44명 가운데 23명이 이 사고로 목숨을 잃었다.

## 배경
1955년부터 시작된 유러피언컵에 맨체스터 유나이티드는 1956-57시즌부터 참가하여 준결승까지 올라갔지만 그 당시의 우승 팀인 레알 마드리드에 패배하였다. 1957-58시즌 역시 준결승까지 올라갔다. 국내 리그 경기는 주말에 열리고 유러피언컵 경기는 주중에 열리기 때문에, 그 당시의 항공 여행은 매우 위험하였지만, 맨체스터 유나이티드가 리그 일정을 맞추기 위해서는 항공기 이용이 유일한 선택방안이었다. 그 당시 맨체스터 유나이티드는 감독인 매트 버즈비의 이름을 따서 "버즈비 세대"라고 불렸는데, 선수의 평균 나이가 매우 젊었다.
맨체스터 유나이티드는 유고슬라비아 클럽인 츠르베나 즈베즈다와의 유러피언컵 원정 경기를 3-3 동점으로 마치며 준결승 진출을 확정하고 (합계 5-4) 전세기편으로 맨체스터로 돌아가는 중이었다. 베오그라드에서의 출발은 유나이티드의 선수인 조니 베리가 여권을 분실하여 한시간 정도 이륙이 지연되었다. 선수들을 태운 비행기는 재급유를 위해 뮌헨에 들르기로 예정되어 있었다.

## 사고
뮌헨에서 급유를 마치고 출발하기 위해 기장인 조종사 제임스 타인은 두번의 이륙 시도를 하였으나, 두번 모두 엔진의 불규칙한 회전으로 인하여 실패하였다. 오후 3시 4분에 있었던 세 번째 이륙 시도에서 비행기는 충분한 고도를 얻지 못하여 공항을 둘러싼 담장에 부딪힌 다음, 주인없는 민가에 충돌하였다. 좌측 날개와 꼬리 날개의 일부분이 파괴되었고 민가는 화염에 휩싸였다. 조종석의 왼쪽 편은 나무에 부딪혔고, 기체 오른쪽은 통나무집에 부딪혔는데, 그 안에는 타이어와 연료로 가득찬 트럭이 있어서 폭발이 일어났다.
비록 사고가 원래는 조종사의 실수로 인한 것이지만, 후에 사고의 원인이 이륙 최대 속도를 유지하지 못하도록 만든 활주로에 쌓인 눈 때문이라는 것이 밝혀졌다. 이륙하는 동안 비행기는 117 노트(217 km/시)의 속도를 냈으나, 눈 때문에 속도가 105 노트(194 km/시)로 떨어졌고 이륙하기까지 남은 활주로의 길이도 충분치 않았다. 항공기의 중력 중심과 관계된 랜딩 기어의 착륙 장치가 눈 때문에 제 기능을 하지 못하고 말았다.
이러한 결말에도 불구하고 독일 공항 당국은 사고에서 살아남은 기장인 제임스 타인에 대해 법적 행동을 취하겠다고 하며 제빙장치를 하지 않은 날개로 이륙을 하려 했다고 비난하며 사고가 제임스 타인의 잘못이 아니라고 진술한 몇몇 목격자가 있음에도 불구하고 공항 당국은 그에게 책임이 있다고 하였다. 독일 당국이 말하는 사건의 근거는 몇몇 신문에서 항공기가 이륙하기 전에 찍은 비행기 날개 표면 위쪽에 나타난 눈이 찍힌 몇 장의 사진이었다. 그러나 원본 필름을 조사했을 때 눈이나 얼음은 찾을 수 없었고, 신문에 나온 사진에 나온 "눈"이라는 것은 복사본 필름에서 만들어진 것이었다. 독일측의 조사에는 목격자들의 증인 소환이 없었고, 제임스 타인에 대한 조사를 그가 최종적으로 사고에 대한 아무런 책임이 없다는 결과가 나온 1968년까지 질질 끌었다. 공식적인 원인은 영국 당국의 기록에는 활주로의 녹은 눈이 항공기가 이륙하는 데 필요한 속도를 내는 데 방해가 되었다는 것이다. 사고 이후 얼마 지나지 않아 브리티시 유로피언 에어웨이로부터 해고된 제임스 타인은 다시 고용되지 못하고 은퇴하여 버크셔주에서 양계장을 운영하였다. 그는 심근경색으로 1975년에 53세의 나이로 사망하였다.

### 사망자

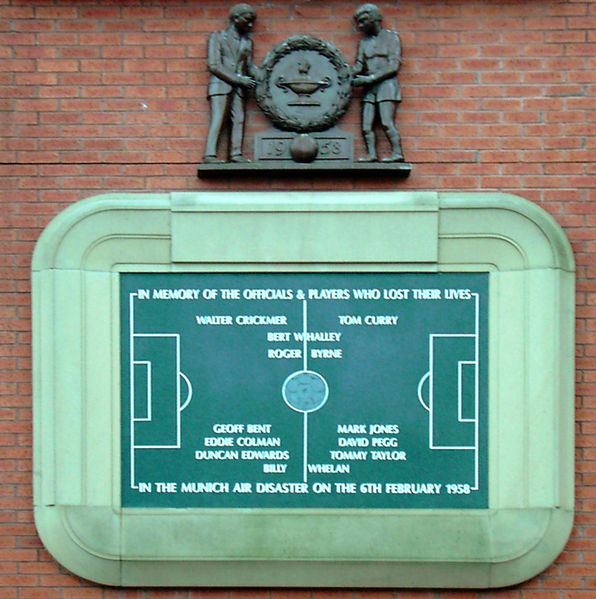
올드 트래퍼드에 있는 뮌헨 비행기 참사를 기리기 위한 액자

#### 맨체스터 유나이티드 선수
- 제프 벤트
- 로저 번
- 에디 콜먼
- 덩컨 에드워즈 (사고에서 살아남았지만, 15일 후에 병원에서 사망하였다.)
- 마크 존스
- 데이비드 페그
- 토미 테일러
- 빌리 웰런

#### 맨체스터 유나이티드 직원
- 월터 크릭머 - 클럽 비서
- 버트 웰리 - 수석 코치
- 톰 커리 - 트레이너

#### 기자
- 알프 클락 (맨체스터 이브닝 크로니클)
- 도니 데이비스 (가디언)
- 조지 팔로우스 (데일리 해럴드)
- 톰 잭슨 (맨체스터 이브닝 뉴스)
- 아치 레드브룩 (데일리 미러)
- 헨리 로스 (데일리 익스프레스)
- 에릭 톰슨 (데일리 메일)
- 프랭크 스위프트 (뉴스 오브 더 월드,  잉글랜드와 맨체스터 시티 FC의 이전 골키퍼)

#### 승무원 및 기타승객
- 케네스 레이먼트 (공동기장, 사고에서 살아남았으나 합병증으로 투병하다가 3주 후에 뇌손상으로 사망함. 사고에서 부상당한 사람 중에 병원에서 사망한 두 명 가운데 하나이다.)
- 톰 케이블 (스튜어드)
- 벨라 미클로스 (여행 대행직원)
- 윌리 사티노프 (서포터, 경마장의 소유주이자 매트 버즈비의 친한 친구)

### 생존자

#### 맨체스터 유나이티드 선수
- 조니 베리 (사고 이후 선수 은퇴, 1994년 사망)
- 재키 블랜치플라워 (사고 이후 선수 은퇴, 1998년 사망)
- 보비 찰턴 (2023년 사망)
- 빌 폴크스 (2013년 사망)
- 해리 그렉 (2020년 사망)
- 케니 모건스 (2012년 사망)
- 앨버트 스캔런 (2009년 사망)
- 데니스 바이올렛 (1999년 사망)
- 레이 우드 (2002년 사망)
- 벳 (2005년 사망)

#### 기타 생존자
- 맷 버즈비, 클럽 감독 (1994년 사망).
- 프랭크 테일러, 기자 (2002년 사망).
- 제임스 데인, 기장 (1975년 사망).
- 조지 (빌) 로저스, 라디오 방송국 직원 (1997년 사망).
- 피터 하워드, 사진작가 (1996년 사망).
- 마거릿 벨리스, 스튜어디스 (1998년 사망).
- 테드 엘리야드, 전신 기사 (1964년 사망).
- 베라 루키치(Vera Lukić)와 딸 베스나 - 승객으로 맨체스터 유나이티드 선수인 해리 그렉에 의해 구출되었다. 사고 당시에 그녀는 아들 조란을 임신하고 있었고, 그 역시 현재 생존해 있다.[3]
- 벨라 미클로스 여사(Mrs Bela Miklos) - 벨라 미클로스의 부인.
- 네보이샤 바토 토마셰비치 (Nebojsa Bato Tomašević) - 승객
- 로즈메리 블레이클리(Rosemary Blakeley) - 스튜어디스[4]

## 사고 이후의 맨체스터 유나이티드
일곱 명의 맨체스터 유나이티드 선수가 사고로 사망하고 덩컨 에드워즈가 뮌헨 병원에서 2월 21일에 부상으로 사망하였다. 또한 조니 베리와 재키 블랜치플라워는 사고 이후 선수 생활을 계속하지 못하고 바로 은퇴하였다.
맷 버즈비 또한 심각한 부상을 입어서 약 두달 동안 병원 신세를 져야했다. 클럽이 해산될 것이라는 의견이 있었지만, 초라해진 유나이티드 팀은 그 당시 웨일스 축구 국가대표팀을 맡느라 베오그라드 원정에 동행하지 못한 유나이티드의 코치인 지미 머피를 감독으로 삼고 1957-58시즌을 끝마쳤다. 주로 리저브 선수와 유소년 선수들로 구성된 팀의 사고 이후의 첫 번째 경기에서 셰필드 웬즈데이와의 경기를 3-0으로 승리하였다.
유나이티드는 사고 이후 리그에서 단 한 경기만을 승리하였다. 이로 인해 팀의 우승 도전 가능성은 무너지고 리그 9위까지 떨어졌다. 그러나 FA컵 결승에까지 진출하여 준우승을 거두었다. 버스비는 다음 시즌인 1958-59부터 감독직을 다시 맡았고, 조지 베스트와 데니스 로를 포함한 두 번째 버스비 세대들은 결국 1967-68시즌의 유러피언컵 결승전에서 SL 벤피카를 물리치고 우승을 차지하였다. 보비 찰턴과 빌 폴크스만이 그 당시의 팀에서의 사고 생존자였다.

## 추념
올드 트래퍼드에 세 개의 추모비가 1960년 2월 25일에 세워졌다. VIP석 입구 앞에 세워진 액자에는 서포터와 선수 한 명이 진지하게 머리를 숙이고 화환 모양의 조각을 내려다보며 추모하는 모습이 있고, 그 아래에 축구 경기장 모양에 사고 당시의 사망자 가운데 선수와 직원의 이름이 조각되어 있다. 여덟 명의 기자들을 위한 청동 추모비는 기자석 내에 있고, 마지막으로 경기장 앞에 당시 사고 시간인 3시 4분에서 멈춰있는 모습의 시계가 세워졌다.
위의 것과 비슷하지만 작은 두 번째 명판은 1976년에 세워졌고, 세 번째 명판은 1996년에 경기장 정면에 세워졌다. 시계는 원래 장소에서 옮겨졌으나 여전히 볼 수 있으며, 기자석에 있던 추모비는 도난 당하여 곧 복제품으로 대체되었다.
또한 독일에도 두 개의 추모비가 세워졌다. 하나는 트루더링의 작은 마을에 나무로 석판석에 “1958년 2월 6일의 뮌헨 비행기 참사의 맨체스터 유나이티드의 축구팀 선수 희생자와 트루더링 마을의 희생자를 추모하며”라는 명문이 새겨져 있다.
2004년 9월에 뭔헨 공항 근처에 영어와 독일어로 쓰여 있는 화강암 기념비가 세워졌다. 거기에는 “1958년 2월 6일의 뮌헨 비행기 참사 때 이곳에서 사망한 자들을 기억하며”라는 추모사가 적혀있고, 명문 아래에는 뮌헨 지방자치단체와 그곳의 사람들에게 감사하는 유나이티드의 감사글귀가 적혀있다.

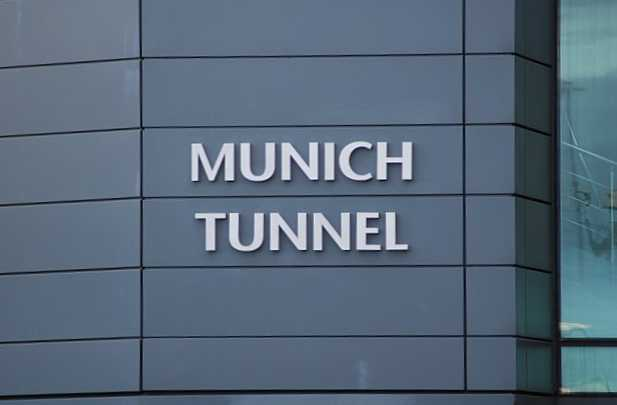
올드 트래퍼드의 뮌헨 터널, 2008년의 참사 50주기에 맞춰 제막되었다.

2008년 2월 6일에 50주기 추모 행사가 올드 트래퍼드에서 열렸다. 행사의 마지막에는 1958년 팀의 생존자들이 뮌헨 추모 터널을 제막하는 걸로 끝이 났다. 뮌헨 기념 터널은 올드 트래퍼드의 남쪽 스탠드에 있는데, 버스비 세대들의 추도문이 벽에 새겨져 있고, 영원히 타오르는 불꽃 모양이 새겨져 있다.
같은 날에 웸블리 경기장에서는 잉글랜드 축구 국가대표팀과 스위스 축구 국가대표팀의 경기가 열렸다. 경기 시작 전에 뮌헨에서 사망한 선수들의 사진을 대형 전광판에 보여주었고, 잉글랜드 선수들은 검은 완장을 하여 애도를 나타내었다. 원래 1분의 묵념을 하기로 되어 있었으나 맨체스터 유나이티드의 라이벌 팬들에 의해 묵념이 제대로 이루어지지 않을 것을 잉글랜드 축구 협회 측에서는 우려하였다. 하지만 라이벌 팬들은 이에 동의하고 1분간 묵념이 이루어졌다. 묵념은 잘 이루어지는 듯하였으나 몇 명의 서포터들이 호각을 불고 야유하는 바람에 30초 정도만에 심판이 묵념을 중단시켰다.

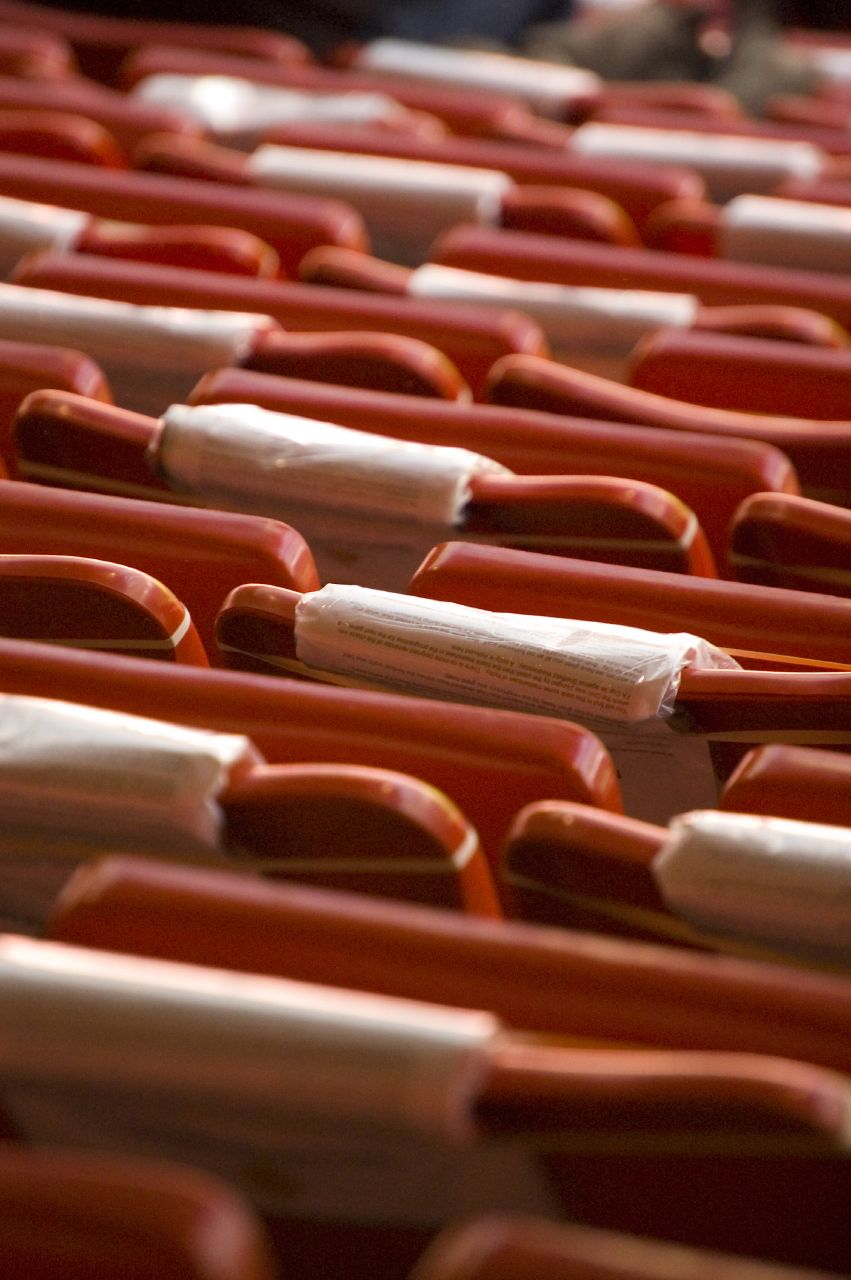
기념 스카프가 경기 시작 전 모든 좌석에 놓여 있다.

2008년 2월 10일에 맨체스터 유나이티드와 맨체스터 시티와의 더비 경기가 올드 트래퍼드에서 있었다. 두 팀은 백파이프 연주자의 연주에 따라 경기장에 입장하였고, 감독인 알렉스 퍼거슨과 스벤예란 에릭손이 센터 서클에 화관을 놓았다. 이후에 1분간의 묵념이 있었다. 이전에 웸블리에서의 걱정에도 불구하고 묵념은 모든 팬들에게서 존중되어 잘 이루어졌다. 맨체스터 유나이티드는 1950년대의 유니폼에 등번호와 이름 외에 아무런 광고 문구도 없는 유니폼을 입고 경기를 하였고, 맨체스터 시티 선수들도 유니폼 제작사와 후원사 로고를 유니폼에서 지우고 경기에 참가하였다. 두 팀은 모두 뮌헨 참사의 희생자를 추모하는 의미로 검은색 완장을 차고 플레이하였다. 경기는 2-1로 맨체스터 시티의 승리로 끝이 났다.

## 같이 보기
- 수페르가의 비극
- 1993년 잠비아 축구 국가대표팀 항공기 참사